# Sian (Kaya)
Pour les articles homonymes, voir Sian.
Sian est une localité située dans le département de Kaya de la province du Sanmatenga dans la région Centre-Nord au Burkina Faso.

## Géographie
Sian est situé à 1 km au nord de Kougouri, à 15 km à l'ouest du centre de Kaya, la principale ville de la région. Le village est à 7 km au nord de la route régionale 14, reliant Kaya à Mané, et à 15 km à l'ouest de la route nationale 15, reliant à Kaya à Kongoussi.

## Économie
L'agro-pastoralisme est l'activité principale du village permise par l'importante retenue d'eau du lac de barrage de Sian-Kougouri, dont le niveau est conditionné par celui du lac de barrage de Dem en amont.

## Éducation et santé
Sian accueille, depuis 2015, un centre de santé et de promotion sociale (CSPS) tandis que le centre hospitalier régional (CHR) se trouve à Kaya.
Le village possède une école primaire publique qu'il partage avec Kougouri.